# Pectinia paeonia
Pectinia paeonia är en korallart som först beskrevs av James Dwight Dana 1846.  Pectinia paeonia ingår i släktet Pectinia och familjen Pectiniidae. IUCN kategoriserar arten globalt som nära hotad. Inga underarter finns listade i Catalogue of Life.